# Хладни дани
Хладни дани (мађ. Hideg napok) мађарски је филм из 1966. године режисера Андраша Ковача. Сценарио је заснован на истоименом роману Тибора Череша.
Филм је освојио Гран при на Филмском фестивалу у Карловим Варима 1966. године.

## О филму
Године 1946, седећи у затворској ћелији, четворица мађарских војника чекају суђење и присећају се срамних догађаја из хладних дана 1942. године, када су мађарски војници учествовали у масакру у јужној Бачкој, у филму је бачен фокус на град Нови Сад, када је убијено неколико хиљада Срба, Рома и Јевреја. Они покушавају да преиспитају степен индивидуалне одговорности за брутална убиства која су починили у рату. Сви покушавају да минимизирају своју личну судбину. И нико од њих није спреман да преузме одговорност за почињене злочине, сви говоре да су само извршавали наређења.
Речено ми је: нема потребе да се снима овај филм, вређаће национална осећања. Зашто памтити лоше ствари? Кога данас брига што су пре четврт века мађарски војници поклали становништво града Новог Сада? Али филм је подржан, а националисти су били у мањини...— Андраш Ковач
Због теме коју је покренуо редитељ, имао је потешкоћа са снимањем, а након објављивања филм је имао велики одјек.

## Улоге
- Золтан Латинович — мајор Буки
- Иван Дарваш — капетан Тарпатаки
- Тибор Силађи — заставник Поздор
- Адам Сиртеш — каплар Сабо
- Маргит Бара — Роса, мајорова жена
- Тери Хорват — благајник
- Ирене Пшота — Бетти
- Мари Семеш — Милена
- Ева Ваш — Едит
- Тамаш Мајор — Јожеф Граши, командант мађарске 26. Вафен гренадирске дивизије СС
- Јанош Зах — Ференц Фекеталми-Чајднер
- Иштван Авар — Дорнер
- Ђула Бенкјо — Касени
- Габор Конз — Жарко
- Јожеф Мадараш — митраљезац
- Иштван Бујтор — Казимир Наги
- Езе Лајош — Шандор Кепиро